# جورج جي. كليفلاند
جورج جي. كليفلاند (بالإنجليزية: George G. Cleveland)‏ هو سياسي أمريكي، ولد في 9 مايو 1939 في سكرانتون في الولايات المتحدة. حزبياً، نشط في الحزب الجمهوري.

## وصلات خارجية
- الموقع الرسمي